# Areola (botánica)
La areola es un braquiblasto altamente especializado. Se trata de zonas meristemáticas. Las areolas son claramente visibles y generalmente aparecen como pequeñas protuberancias de colores claros u oscuros, de donde surgen los grupos de espinas. Las areolas son la característica distintiva de la familia Cactaceae y sirven para identificarla como una familia separada de otras plantas suculentas semejantes. 

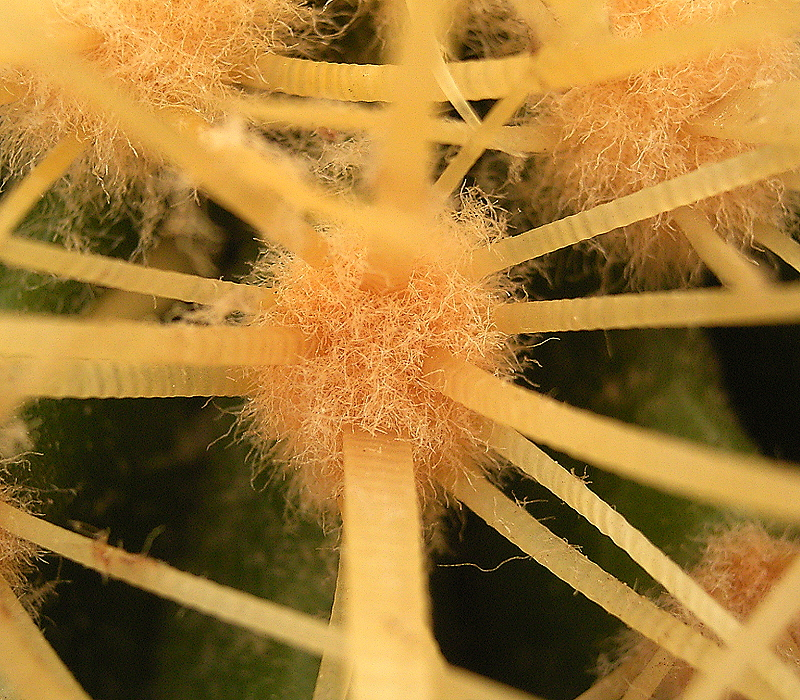
Detalle de la areola de Kroenleinia grusonii.

El meristema que se encuentra en la areola da origen a espinas y, en la subfamilia Opuntioideae, también a gloquidios, los cuales son pequeñas espinas desprendibles que constituyen una forma de protección extra. Otra estructura que se produce en el meristema areolar es el tricoma, que, dependiendo de su aspecto y consistencia, se suele definir como lana, fieltro o cerda. Por último, aunque no menos importante, el meristema de la areola también da origen a las flores en la mayoría de las especies de cactáceas, con algunas excepciones notables.
Se cree que las areolas evolucionaron para adaptarse al clima árido del desierto, quedando reducidas a yemas de donde surgían hojas rudimentarias que, con el tiempo, pasaron a convertirse en espinas para proteger a las plantas de la depredación y el calor, así como para reducir la pérdida de agua. 
Algunos cactus carecen de espinas en sus areolas pero, en su lugar, tienen gloquidios, que asemejan pequeños cojincillos con vellosidas afiladas y cortas, muy difíciles de quitar cuando se pinchan en la piel. Otros carecen tanto de espinas como de gloquidios, y en vez poseen lana exclusivamente, tal como es el caso de las especies del género Lophophora.

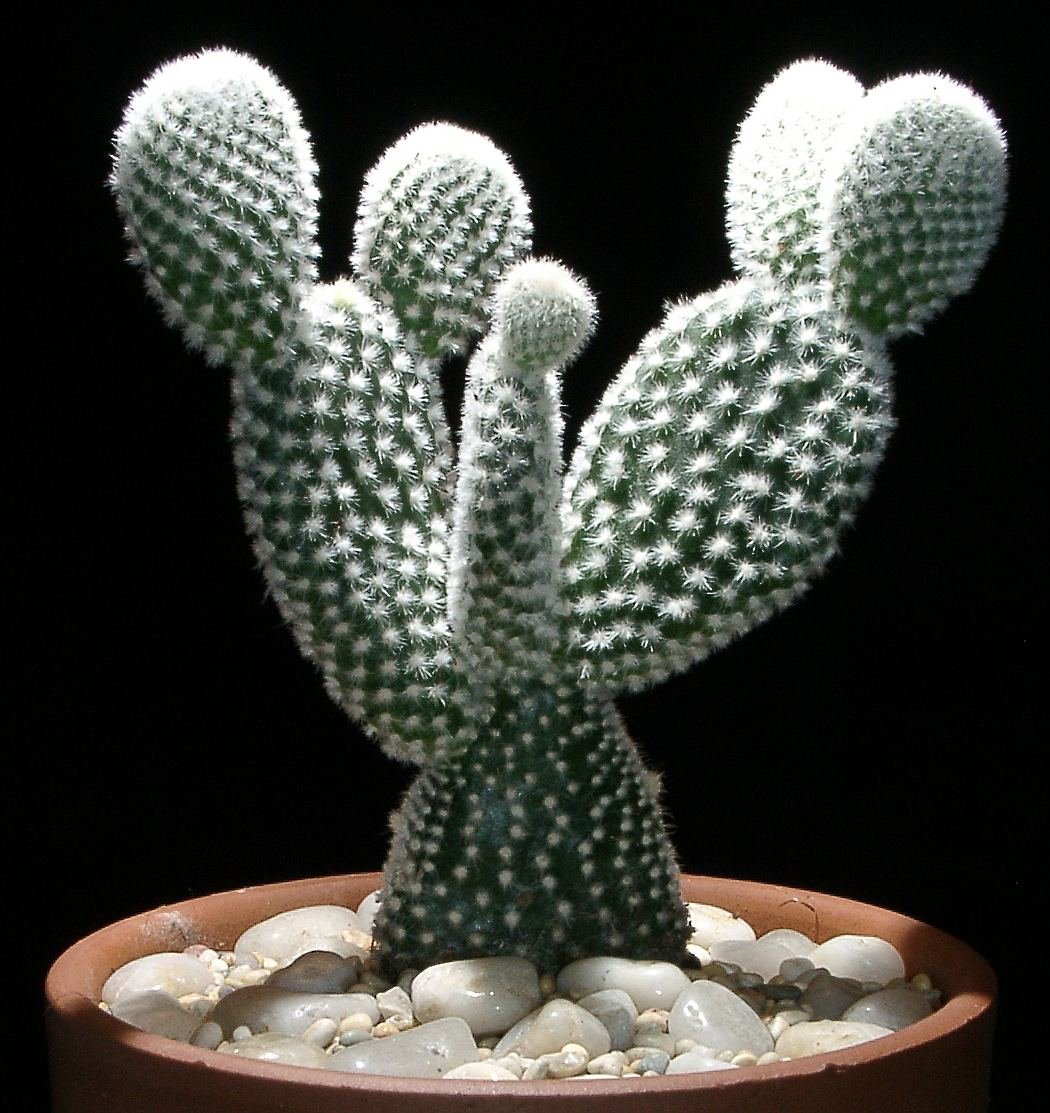
Opuntia microdasys una de las especies con gloquidios.

## Importancia
Las areolas representan una importante modificación evolutiva para estas plantas. Dan origen a las espinas, que son su principal medio de defensa y, además, el hecho de que las espinas surjan de ellas en lugar de surgir directamente del tallo, proporciona un recubrimiento mucho más efectivo que en otras plantas. 
Por otra parte, las areolas producen espinas de muy diversos tamaños, números y tipos para adaptarse a las necesidades específicas de cada especie. Una areola típica puede tener una o más espinas centrales largas y afiladas, que sirven como defensa. Alrededor de ellas hay, a menudo, numerosas espinas radiales (10 o más) más pequeñas que surgen de los bordes de la areola y sirven para dar sombra a la planta y retener algo de aire fresco entre ellas y el tallo.

## Fabaceae
En la familia Fabaceae, la areola de la semilla es el área circundada por la “línea fisural” o pleurograma. Las diferencias existentes entre la areola y el resto de la superficie pueden consistir en variaciones livianas de color, de la textura de la superficie o de las líneas de fractura.